# City Heights (San Diego)
City Heights es una gran comunidad en la parte oriental de San Diego, California, y conocida por su diversidad étnica. A lo largo de las calles principales (en la cual incluye a la Avenida University, El Cajon Boulevard y la Avenida Fairmount) uno puede encontrar negocios hispanos, africanos orientales, afroamericanos, indues, árabes, y asiáticos.
Socialmente y económicamente, City Heights tiene una alta concentración de bajos ingresos en los negocios y hogares, por el resultado de las nuevas comunidades de inmigrantes. Los negocios tienden a ser más pequeños anchos y esparcidos que los del norte y el este. Como los otros barrios urbanos del norte de Balboa Park, City Heighst tiene una alta concentración en la actividad peatonal, relativamente alta al resto de San Diego. Las tasas de delincuencia eran bastante altas hasta que el reciente renacimiento, que marcó el inicio de una de las más altas concentraciones de presencia policial en la ciudad.

## Geografía
City Heights es un gran y difuso, con otros sub-barrios. El barrio está dividido en dos secciones por la Avenida Fairmount: City Heighst del Este y City Heighst del Oeste. El barrio está bordeado por la Interestatal 805 hacia el oeste, El Cajon Boulevard hacia el norte, la Calle 54 hacia el este, y la Avenida Home/Avenida Euclid/Chollas Parkway hacia el sur este.
El "centro" de City Heights está principalmente conformado desde la Avenida Fairmount a la Calle 43.
El barrio está aún más dividido entre nueve sub-barrios: Adams North, Normal Heights, Kensington, Talmadge, Rolando, Colina Del Sol, Teralta East, Teralta West, Corridor, Cherokee Point, Castle, Fairmount Village, Fox Canyon, Islenair, Chollas Creek, Swan Canyon, Azalea/Hollywood Park, Fairmount Park, and Oak Park.

## Demografía
En el censo del 2005, la población de City Heights era de 65 450. Los ingresos promedios eran de $19,393 por hogar. La demografía racial era de 47 % hispana de cualquier raza, 15 % asiática, 34 % afrodescendiente y el 4 % de otras razas. El promedio de edad era de 23 años.

## Transporte
City Heights es un barrio muy peatonal con muchos restaurantes, negocios y tiendas a la vuelta de la esquina. Es muy común ver a los peatones, ciclistas y patinadores por las calles del barrio y las comunidades de los alrededores. Centralmente localizada dentro de San Diego, City Heights tiene un acceso muy fácil a las autovías, los centros comerciales del área de Mission Valley y el Centro de San Diego. La Avenida University, El Cajon Boulevard y la Avenida Fairmount son los lugares más famosos del barrio.
Debido a la muy transitada Avenida University (la más transitada de la región), City Heights tiene varios servicios de autobuses que conectan al centro de San Diego al igual que las paradas del trolley en Mission Valley.

## Educación
City Heights alberga a cuatro escuelas elementales y a dos escuelas primarias.

### Escuelas elementales
- Hamilton (Distrito Escolar Unificado de San Diego)
- Euclid (Distrito Escolar Unificado de San Diego)
- Marshall (Distrito Escolar Unificado de San Diego)
- Edison (Distrito Escolar Unificado de San Diego)
- Central (Distrito Escolar Unificado de San Diego)
- Florence Griffith Joyner (Distrito Escolar Unificado de San Diego)
- Herbert Ibarra (Distrito Escolar Unificado de San Diego)
- Mary Fay Lanyon (Distrito Escolar Unificado de San Diego)
- Wilson (Distrito Escolar Unificado de San Diego)
- Rowan (Distrito Escolar Unificado de San Diego)
- Rosa Parks (Distrito Escolar Unificado de San Diego)
- Waldorf School of San Diego ()
- Our Lady of the Sacred Heart School - OLSH

### Escuelas primarias
- Clark (Monroe) (Distrito Escolar Unificado de San Diego)
- Wilson (Distrito Escolar Unificado de San Diego)
- Waldorf School of San Diego ()
- Our Lady of the Sacred Heart School - OLSH